# Lebanon (New Hampshire)
Lebanon ist der Name einer City im Grafton County des US-Bundesstaates New Hampshire in Neuengland. Es liegt östlich des Connecticut River am Mascoma River, West Lebanon an dessen Mündung. 2020 hatte die Stadt 14.282 Einwohner.

## Geschichte
Die Stadtgründung erfolgte am 4. Juli 1761 durch den Gouverneur Benning Wentworth. Das erste Siedlungsgebiet befand sich am Connecticut River, welches nun als West Lebanon bezeichnet wird.

## Demografie
Anlässlich der Volkszählung 2000 ergab sich folgendes Resultat.
| Weiß      | Afro- amerikanisch | Hispanisch  | Indigene          | Asiatisch    | Pazifisch | andere    | 2+     |
| --------- | ------------------ | ----------- | ----------------- | ------------ | --------- | --------- | ------ |
| 94,38 %   | 0,83 %             | 1,64 %      | 0,43 %            | 2,67 %       | 0,03 %    | 0,41 %    | 1,26 % |
| Haushalte | mit Kindern        | Verheiratet | Allein- erziehend | ohne Familie | Ledig     | Ledig 65+ |        |
| 5500      | 28,3 %             | 45,6 %      | 9,4 %             | 42,2 %       | 33,7 %    | 10,5 %    |        |

## Söhne und Töchter der Stadt
- Thomas Whipple (1787–1835), Politiker, Vertreter von New Hampshire im US-Repräsentantenhaus
- George Storrs (1796–1879), Prediger
- Elisha P. Jewett (1801–1894), Politiker, Vermont State Treasurer
- Phineas Parkhurst Quimby (1802–1866), Uhrmacher und Heilpraktiker, Vordenker und Vorbilder der Neugeist-Bewegung
- Experience Estabrook (1813–1894), Politiker, Vertreter des Nebraska-Territoriums im US-Repräsentantenhaus
- Phineas Gage (1823–1860), überlebte einen Durchstoß einer Eisenstange durch seinen Kopf
- George Halsey Perley (1857–1938), kanadischer Politiker
- Thomas M. Debevoise (1929–1995), Politiker und Jurist, Vermont Attorney General
- Alanis Obomsawin (* 1932), US-amerikanisch-kanadische Dokumentarfilmerin und Künstlerin
- Stacey Wooley (* 1968), Biathletin
- Rebekah Driscoll (* 1980), Komponistin
- Aaron Baddeley (* 1981), australischer Profigolfer
- Nicholas Alexander (* 1988), Skispringer
- Timothy Brownell (* 1997), Squashspieler
- Ben Ogden (* 2000), Skilangläufer